# Île aux Barbiers
L'île aux Barbiers est une île située sur la Seine appartenant à Samois-sur-Seine.

## Situation et accès
L'île se situe sur la Seine sur le territoire de la commune de Samois-sur-Seine, en face de la commune d'Héricy.
Durant l'Antiquité, un pont existait à ce niveau et reliait l'île aux Barbiers et l'île du Berceau. De nos jours, il n'y en a aucun qui puisse permettre un accès terrestre à l'île.

### Situation fluviale
L'île aux Barbiers est située entre les points kilométriques PK1 92,770 et PK1 93,530 de la Seine. Seuls les bateaux de plaisance sont autorisés à la navigation sur le bras rive gauche.

## Description
Elle s'étend sur plus de 780 m de longueur pour une largeur d'environ 160 m.

## Histoire
En juillet 2013, un jeune homme de 17 ans qui se baignait avec des amis, s'y est noyé.